# Achy Breaky Heart
"Achy Breaky Heart" é uma canção escrita por Don Von Tress, e gravada pelo cantor country Billy Ray Cyrus, lançada em 1992 no álbum Some Gave All. Tornou-se o primeiro single a atingir o status de platina triplo na Austrália e o mais vendido no país em 1992. Nos Estados Unidos tornou-se um crossover na rádio pop do país, atingindo o número 4 na Billboard Hot 100 e no topo da Hot Country Singles & Tracks, se tornando o primeiro single de country certificado de Platina desde "Islands in the Stream" de Kenny Rogers e Dolly Parton em 1983. O single atingiu o top em vários países, chegou ao número 3 no UK Singles Chart. É o maior sucesso da carreira de Cyrus até hoje, e seu único single a alcançar o Top 10 da Billboard Hot 100. Graças ao videoclipe deste hit, o linedance tornou-se mania em todo o mundo.
Esta música fez bastante sucesso no Brasil na voz de Chitãozinho e Xororó. Eles fizeram uma versão em português, e a intitularam "Pura Emoção", e foi lançada com o álbum Na Aba do Meu Chapéu, de 1998. Esta versão fez parte da trilha-sonora nacional da novela Corpo Dourado. Antes dessa versão, a canção havia sido incluída na temporada 1997 de Malhação, e figurou no álbum "Malhação 4", com Camila Pitanga na capa, lançada no final de 1996. Novamente em 2005, Achy Break Heart entrou para a novela "América", de Gloria Perez, como tema dos peões de rodeio. A canção figurou no álbum "América Rodeio"

## Certificações de vendas
| País           | Certificações | Certificações de vendas |
| -------------- | ------------- | ----------------------- |
| Austrália      | 3× Platina    | 210,000                 |
| Reino Unido    | Prata         | 200,000                 |
| Estados Unidos | Platina       | 1,000,000               |

## Posições nas paradas musicais
| Paradas (1992)                                 | Posições |
| ---------------------------------------------- | -------- |
| Austrália (ARIA)                               | 1        |
| Áustria (Ö3 Austria Top 75)                    | 6        |
| Canadian RPM Adult Contemporary                | 5        |
| Canadian RPM Country Singles                   | 1        |
| Canadian RPM Top Singles                       | 4        |
| França (SNEP)                                  | 11       |
| O campo songid é OBRIGATÓRIO PARA PARADA ALEMÃ | 27       |
| Suíça (Schweizer Hitparade)                    | 22       |
| Estados Unidos (Billboard Hot 100)             | 4        |
| Estados Unidos (Billboard Adult Contemporary)  | 23       |
| Estados Unidos (Billboard Hot Country Songs)   | 1        |

| Paradas de fim de ano (1992)                | Posições |
| ------------------------------------------- | -------- |
| Australian Singles Chart                    | 1        |
| U.S. Billboard Hot Country Singles & Tracks | 2        |
| U.S. Billboard Hot 100                      | 15       |